# Anodendron rhinosporum
Anodendron rhinosporum là một loài thực vật]] thuộc họ Apocynaceae. Đây là loài đặc hữu của Sri Lanka.